# اوسیپنوی بوگور
اوسیپنوی بوگور (به لاتین: Osypnoy Bugor) یک منطقهٔ مسکونی در روسیه است که در استان آستراخان واقع شده است.